# Psychotria oreodoxa
Psychotria oreodoxa là một loài thực vật có hoa trong họ Thiến thảo. Loài này được L.O.Williams miêu tả khoa học đầu tiên năm 1974.